# 赫尔默·默纳
赫尔默·默纳（瑞典語：Helmer Mörner，1895年5月8日—1962年1月5日），瑞典男子马术运动员。他曾代表瑞典参加1920年夏季奥林匹克运动会马术比赛，获得个人三日赛和团体三日赛两枚金牌。